# Veau d'or du meilleur montage
Le Veau d'or du meilleur montage (en néerlandais : Gouden Kalf voor Beste Montage) est une récompense de l'industrie du film néerlandais récompensant le meilleur monteur.
La récompense est attribuée depuis 2003 dans le cadre de la cérémonie annuelle du Veau d'or.

## Lauréats
- 2003 : Peter Alderliesten pour Phileine zegt sorry
- 2004 : Mario Steenbergen pour The Last Victory
- 2005 : Sander Vos pour Paradise Now
- 2006 : Menno Boerema, Albert Elings, Eugenie Jansen et Chris van Oers pour Jungle Rudy, Kroniek van een familie
- 2007 : Herman P. Koerts pour Kruistocht in Spijkerbroek
- 2008 : Robert Jan Westdijk pour Het echte leven
- 2009 : Esther Rots pour Kan door huid heen
- 2010 : Job ter Burg pour Tirza
- 2011 : Sander Vos pour Ingrid Jonker (Black Butterflies)
- 2012 : JP Luijsterburg pour De Heineken Ontvoering
- 2013 : Katherina Wartena pour Boven is het stil
- 2014 : Boudewijn Koole pour Happily Ever After
- 2015 : Mieneke Kramer pour Prins
- 2016 : Sander Vos pour Full Contact
- 2017 : Sander Vos pour Tonio
- 2018 : Wouter van Luijn pour Wij
- 2019 : Menno Boerema pour Het Wonder van Le Petit Prince
- 2020 : Ruben van der Hammen pour Ze noemen me Baboe
- 2021 : Marc Bechtold pour De Slag om de Schelde